# Rotterdamer Übereinkommen
Das Rotterdamer Übereinkommen über das Verfahren der vorherigen Zustimmung nach Inkenntnissetzung für bestimmte gefährliche Chemikalien sowie Pestizide im internationalen Handel, englisch Rotterdam Convention on the Prior Informed Consent Procedure for Certain Hazardous Chemicals and Pesticides in International Trade, auch PIC-Übereinkommen bzw. PIC-Konvention, ist ein völkerrechtlicher Vertrag zur Chemikaliensicherheit im internationalen Handel mit Gefahrstoffen.

## Bedeutung
Ziele des Übereinkommens sind die geteilte Verantwortung und die Kooperation der Vertragsstaaten zum Schutz der menschlichen Gesundheit und der Umwelt vor Stoffrisiken. Unter anderem haben die über 100 Vertragsparteien mit Abschluss des Übereinkommens im September 1998 ein qualifiziertes Informationssystem beschlossen. Demnach ist für bestimmte gefährliche Chemikalien sowie Pflanzenschutzmitteln ein Verfahren der vorherigen Zustimmung erforderlich, nachdem die Importländer von den Exportländern über die Einfuhr eines betreffenden Stoffs informiert wurden (Prior Informed Consent, deshalb auch PIC-Konvention). Diese Regelung soll insbesondere die Entwicklungsländer vor der unkontrollierten Einfuhr von Stoffen schützen, zu deren sicherem Umgang sie keine ausreichenden Informationen und Infrastruktur haben.

Vertragsparteien (Stand: 2021)

Das Übereinkommen wurde von Deutschland 2001, von der Schweiz und Österreich je 2002 ratifiziert. Am 24. Februar 2004 trat das Übereinkommen in Kraft. In der Schweiz wurde es in der PIC-Verordnung in nationales Recht umgesetzt, welche am 1. Januar 2005 in Kraft trat.

## Chemikalien
Folgende in der Anlage III aufgeführten Chemikalien unterliegen dem Verfahren der vorherigen Zustimmung nach Inkenntnissetzung:
| Chemikalie | CAS-Nummer(n) | Kategorie                                  | Verwendung                       |
| --- | --- | ------------------------------------------ | -------------------------------- |
| 2,4,5-T inkl. Salze und Ester | 93-76-5 | Pestizid                                   | Herbizid                         |
| Alachlor | 15972-60-8 | Pestizid                                   | Herbizid                         |
| Aldicarb | 116-06-3 | Pestizid                                   | Insektizid                       |
| Aldrin | 309-00-2 | Pestizid                                   | Insektizid                       |
| Azinphos-methyl | 86-50-0 | Pestizid                                   | Insektizid                       |
| Binapacryl | 485-31-4 | Pestizid                                   | Insektizid, Akarizid, Fungizid   |
| Captafol | 2425-06-1 | Pestizid                                   | Fungizid                         |
| Carbofuran | 1563-66-2 | Pestizid                                   | Akarizid, Nematizid              |
| Carbosulfan | 55285-14-8 | Pestizid                                   | Insektizid                       |
| Chlordan | 57-74-9 | Pestizid                                   | Insektizid                       |
| Chlordimeform | 6164-98-3 | Pestizid                                   | Insektizid                       |
| Chlorbenzilat | 510-15-6 | Pestizid                                   | Akarizid                         |
| DDT | 50-29-3 | Pestizid                                   | Insektizid                       |
| Dieldrin | 60-57-1 | Pestizid                                   | Insektizid                       |
| Dinitro-ortho-kresol inkl. Salze (wie Ammonium-, Kalium- und Natriumsalz)                                                        | 534-52-1 | Pestizid                                   | Insektizid, Herbizid             |
| Dinoseb inkl. Salze und Ester | 88-85-7 | Pestizid                                   | Insektizid, Fungizid             |
| 1,2-Dibromethan | 106-93-4 | Pestizid                                   | Begasungsmittel                  |
| Endosulfan | 115-29-7 | Pestizid                                   | Insektizid                       |
| Ethylendichlorid | 107-06-2 | Pestizid                                   | Begasungsmittel                  |
| Ethylenoxid | 75-21-8 | Pestizid                                   | Begasungsmittel                  |
| Fenthion | 55-38-9 | Pestizid                                   | Avizid, Insektizid, Acarizid     |
| Fluoracetamid | 640-19-7 | Pestizid                                   | Rodentizid                       |
| Hexachlorcyclohexan (gemischte Isomere)                                                                                          | 608-73-1 | Pestizid                                   | Insektizid                       |
| Heptachlor | 76-44-8 | Pestizid                                   | Insektizid                       |
| Hexachlorbenzol | 118-74-1 | Pestizid                                   | Fungizid                         |
| Lindan | 58-89-9 | Pestizid                                   | Insektizid                       |
| Quecksilberverbindungen, inkl. anorganischer Quecksilberverbindungen und Alkyl-, Alkyloxyalkyl- und Arylquecksilberverbindungen  | diverse | Pestizid                                   | Fungizid                         |
| Methamidophos | 10265-92-6 | Pestizid                                   | Insektizid                       |
| Monocrotophos | 6923-22-4 | Pestizid                                   | Insektizid                       |
| Parathion | 56-38-2 | Pestizid                                   | Insektizid                       |
| Pentachlorphenol inkl. Salze und Ester                                                                                           | 87-86-5 | Pestizid                                   | Fungizid                         |
| Phorat | 298-02-2 | Pestizid                                   | Insektizid, Nematizid            |
| Terbufos | 13071-79-9 | Pestizid                                   | Insektizid, Nematizid            |
| Toxaphen | 8001-35-2 | Pestizid                                   | Insektizid                       |
| Tributylzinn-Verbindungen | 1461-22-9, 1983-10-4, 2155-70-6, 24124-25-2, 4342-36-3, 56-35-9, 85409-17-2                                                               | Pestizid                                   | Schiffsanstrich                  |
| Tributylzinn-Verbindungen | 1461-22-9, 1983-10-4, 2155-70-6, 24124-25-2, 4342-36-3, 56-35-9, 85409-17-2                                                               | Industriechemikalie                        |                                  |
| Trichlorfon | 52-68-6 | Pestizid                                   | Insektizid                       |
| Verstäubbare Pulver, die 7 % oder mehr Benomyl, 10 % oder mehr Carbofuran bzw. 15 % oder mehr Thiram enthalten                   | 137-26-8, 1563-66-2, 17804-35-2 | Besonders gefährliche Pestizidformulierung | Pflanzenschutzmittelformulierung |
| Methylparathion (emulgierbare Konzentrate mit einem Wirkstoffgehalt von 19,5 % sowie Stäube mit einem Wirkstoffgehalt von 1,5 %) | 298-00-0 | Besonders gefährliche Pestizidformulierung | Pflanzenschutzmittelformulierung |
| Phosphamidon (lösliche flüssige Formulierungen des Stoffs, deren Wirkstoffgehalt 1000 g/l übersteigt)                            | 13171-21-6 | Besonders gefährliche Pestizidformulierung | Pflanzenschutzmittelformulierung |
| Aktinolith | 77536-66-4 | Industriechemikalie                        | Asbest                           |
| Anthophyllit | 17068-78-9, 77536-67-5 | Industriechemikalie                        | Asbest                           |
| Amosit | 12172-73-5 | Industriechemikalie                        | Asbest                           |
| Krokydolith | 12001-28-4 | Industriechemikalie                        | Asbest                           |
| Tremolit | 77536-68-6 | Industriechemikalie                        | Asbest                           |
| Decabromdiphenylether | 1163-19-5 | Industriechemikalie                        | Flammschutzmittel                |
| Kommerzielles Octabromdiphenylether-Gemisch (inkl. Hexabromdiphenylether und Heptabromdiphenylether)                             | 36483-60-0, 68928-80-3 | Industriechemikalie                        | Flammschutzmittel                |
| Kommerzielles Pentabromdiphenylether-Gemisch (inkl. Tetrabromdiphenylether und Pentabromdiphenylether)                           | 32534-81-9, 40088-47-9 | Industriechemikalie                        | Flammschutzmittel                |
| Perfluoroctansäure und Vorläuferverbindungen                                                                                     | 335-67-1 | Industriechemikalie                        |                                  |
| Perfluoroctansulfonsäure, Perfluoroctansulfonate, Perfluoroctansulfonamide und Perfluoroctansulfonyle                            | 1691-99-2, 1763-23-1, 24448-09-7, 251099-16-8, 2795-39-3, 29081-56-9, 29457-72-5, 307-35-7, 31506-32-8, 4151-50-2, 56773-42-3, 70225-14-8 | Industriechemikalie                        |                                  |
| Polybromierte Biphenyle | 13654-09-6, 27858-07-7, 36355-01-8 | Industriechemikalie                        | Flammschutzmittel                |
| Polychlorierte Biphenyle | 1336-36-3 | Industriechemikalie                        |                                  |
| Polychlorierte Terphenyle | 61788-33-8 | Industriechemikalie                        |                                  |
| Kurzkettige Chlorparaffine | 85535-84-8 | Industriechemikalie                        |                                  |
| Tetraethylblei | 78-00-2 | Industriechemikalie                        | Antiklopfmittel                  |
| Tetramethylblei | 75-74-1 | Industriechemikalie                        | Antiklopfmittel                  |
| Tris(2,3-dibrompropyl)phosphat                                                                                                   | 126-72-7 | Industriechemikalie                        | Flammschutzmittel                |

Folgende Chemikalien wurden zur Aufnahme in die Anlage III des Übereinkommens empfohlen:
- Acetochlor
- Chlorpyrifos
- Chrysotilasbest
- Iprodion
- Methylbromid
- Paraquat
- Pflanzenschutzmittelformulierungen mit Fenthion
- Pflanzenschutzmittelformulierungen mit Paraquatdichlorid
- Quecksilber

Folgende Chemikalien sind Kandidaten, die für eine Aufnahme in die Anlage III des Übereinkommens oder deren derzeitige Auflistung in der Anlage III evaluiert werden sollen:
- Atrazin
- Azinphos-ethyl
- Benzidin inkl. Salze
- Carbaryl
- Chlorpyrifos-methyl
- Chlorfenvinphos
- Cyhexatin
- Diazinon
- Dichlorvos
- Dicofol
- Endrin
- Ethion
- Fenamiphos
- Fipronil
- Hexachlorbenzol
- Mephosfolan
- Methiocarb
- Methomyl
- Pentachlorbenzol
- Phenthoat
- Profenophos
- Prothiofos
- Prothoat
- Chinalphos
- Thiodicarb
- Zineb
- Pflanzenschutzmittelformulierungen mit Cypermethrin
- Pflanzenschutzmittelformulierungen mit Emamectinbenzoat
- Pflanzenschutzmittelformulierungen mit Methomyl